# Volby v Kazachstánu
Volby v Kazachstánu jsou svobodné. Volí se do parlamentu a každých pět let probíhají prezidentské volby. Voliči volí do dvoukomorového parlamentu 107 poslanců na pětileté volební období a 47 senátorů na šestileté volební období.

## Dominantní politické strany
- Národní demokratická strana "Nur Otan"
- Demokratická strana Kazachstánu "Ak Žol"
- Komunistická lidová strana Kazachstánu
- Celonárodní sociálnědemokratická strana
- Kazašská sociálnědemokratická strana "Auyl"